# Yves-Joseph Nolet
Pour les articles homonymes, voir Nolet.
Yves-Joseph Nolet, né le 16 avril 1948 à Montréal, est un peintre et lithographe québécois. Il est abénaquis. 

## Biographie
Yves-Joseph Nolet naît en 1948 à Montréal d'un père abénaquis et d'une mère Irlandaise. Il a vécu à Boisbriand. Il est autodidacte.
En 2002, sa peinture Kanada est offerte au Jean-Paul II lorsque le pape visite Toronto. En 2003, Para Peintures, une entreprise de peintures canadienne, lance une palette de 27 couleurs inspirées d'artistes canadiens, dont Yves-Joseph Nolet. En 2010, Nolet donne une lithographie au diocèse de Saint-Jérôme, qui a été vendue lors d'une levée de fonds pour les diocèses du Grand Nord. 
Il effectue souvent des peintures, à l'huile, à l'aquarelle ou à l'acrylique, mais aussi des lithographies,. Ses œuvres ont notamment pour thème les Premières Nations. Il mélange plusieurs médiums artistiques dans un style unique, un mélange entre l'art abstrait et l'art figuratif. Ses peintures ont une forte spiritualité et ont un certain style ésotérique. Il peint des paysages et des portraits. Nolet supporte aussi la lutte contre le tabagisme, et sa peinture Réflexion, qui dénonce l'usage du tabac, a été rendue disponible gratuitement pour l'usage des médecins.

## Œuvres
Nolet est l'auteur d'une sculpture intitulée L'Éternel en bordure de la route 117, proche du village de Lac-Saguay, qui se revendique être la plus grande sculpture du monde. La sculpture pèse au moins 1.2 million de kilogrammes et est faite de pierres de granit empilées.
- Dakota Soul, huile sur toile, 76 × 102 cm, date inconnue, vendue à une collection privée pour 12 500 $ (CAD)[9] ;
- Tempête du nord, huile sur toile, 51 × 41 cm, date inconnue, vendue en 2021 par IEGOR pour 321 $ (CAD)[10] ;
- À cours d'eau, acrylique sur toile, 2000, Para Peintures[11] ;
- Le dîner d'affaires, lithographie, 69 × 89 cm, 2000, bibliothèque municipale de Sainte-Thérèse[1].

## Collections
Ses œuvres sont présentes dans les collections de nombreuses sociétés québécoises, comme dans des aéroports et hôpitaux locaux, mais aussi dans des collections en France, en Chine et au Vatican.
- Musée canadien de l'histoire[12],[4]
- Bibliothèque apostolique vaticane[4]
- Musée canadien de la nature[4]
- Aéroport international Montréal-Mirabel[4]